# Sironko
Sironko is de hoofdplaats van het district Sironko in het oosten van Oeganda.
Sironko telde in 2002 bij de volkstelling 11.235 inwoners.